# 광산군 갑
광산군 갑은 대한민국의 옛 국회의원 선거구이다. 당시 전라남도 광산군의 일부 지역을 관할했다.

## 역사
제2대 국회의원 선거를 앞두고 광산군 선거구가 갑, 을로 분구되면서 신설되었다.
제4대 국회의원 선거를 앞두고 광산군 갑, 광산군 을 선거구가 광산군 선거구로 다시 통합되면서 폐지되었다.

## 역대 국회의원
| 선거   | 정당 | 정당               | 의원   |
| ------ | ---- | ------------------ | ------ |
| 1950년 |      | 대한독립촉성국민회 | 정순조 |
| 1954년 |      | 자유당             | 이정휴 |

## 역대 선거 결과

### 대한민국 제2대 국회의원 선거
|  | 16.96% |

|  | 15.71% |

|  | 13.09% |

|  | 11.47% |

|  | 8.70% |

|  | 8.36% |

|  | 6.92% |

|  | 6.12% |

|  | 5.53% |

|  | 5.40% |

|  | 1.68% |

### 대한민국 제3대 국회의원 선거
|  | 40.25% |

|  | 26.66% |

|  | 20.54% |

|  | 11.14% |

|  | 1.38% |